# NGC 2071
NGC 2071 – mgławica refleksyjna położona w gwiazdozbiorze Oriona w pobliżu mgławicy Messier 78 (NGC 2068). Została odkryta 1 stycznia 1786 roku przez Williama Herschela.